# Tesla (tvrtka)
Tesla, Inc. (prije Tesla Motors, Inc.) američka je automobilistička tvrtka sa sjedištem u Palo Altu, savezna država Kalifornija koja proizvodi električne automobile. 
Tvrtka je osnovana 1. srpnja 2003. godine. Ime je dobila po znanstveniku Nikoli Tesli. Najveći investitori su: Elon Musk, Sergey Brin, Larry Page i Jeff Skoll.

## Povijest
Teslu (osnovanu kao Tesla Motors) su osnovali 1. srpnja 2003. Martin Eberhard i Mark Tarpenning. U veljači 2004. trojica osnivača su prikupila ulaganje od 7,5 milijuna dolara, a Elon Musk je uložio 6,5 milijuna dolara. Musk je postao predsjednik upravnog odbora i imenovao Eberharda za izvršnog direktora.
Prototipovi prvog automobila Tesla su službeno predstavljeni javnosti 19. srpnja 2006. u Santa Monici (Kalifornija).
Musk je 2006. uspio prikupiti 100 milijuna dolara. Kao rezultat toga, Tesla je 2008. godine započela proizvodnju svog prvog Roadstera.
Tesla je u siječnju 2010. dobila zajam od 465 milijuna dolara od američkog Ministarstva energetike, koji je tvrtka otplatila 2013.
U svibnju 2010. je Tesla započela izgradnju tvornice u Fremontu u Kaliforniji za proizvodnju modela S.
Tesla je započela inicijalnu javnu ponudu (IPO) na NASDAQ 29. lipnja 2010. i prikupila 226 milijuna dolara, postavši prva američka automobilska tvrtka koja je izašla na IPO nakon Ford Motora 1956.
Tesla je u lipnju 2012. započela proizvodnju svog drugog automobila, Modela S. Tesla je u srpnju 2017. počela prodavati sedan Model 3.
Dana 14. ožujka 2019. je predstavljen novi električni automobil Tesla Model Y.
Tesla, Uber i još 26 američkih tvrtka su u studenom 2020. godine osnovale organizaciju Zero Emission Transport Association (ZETA) koja će lobirati za povećanje električnih automobila u SAD-u.
Kapitalizacija tvrtke je 25. listopada 2021. premašila 1 trilijun dolara.

## Vozila
- Tesla Model S
- Tesla Model X
- Tesla Model 3
- Tesla Model Y
- Tesla Semi
- Tesla Cybertruck
- Tesla Roadster (2008).
- Tesla Roadster (2020).

## Poveznice
- Službena web stranica